# 사쿠라지마섬

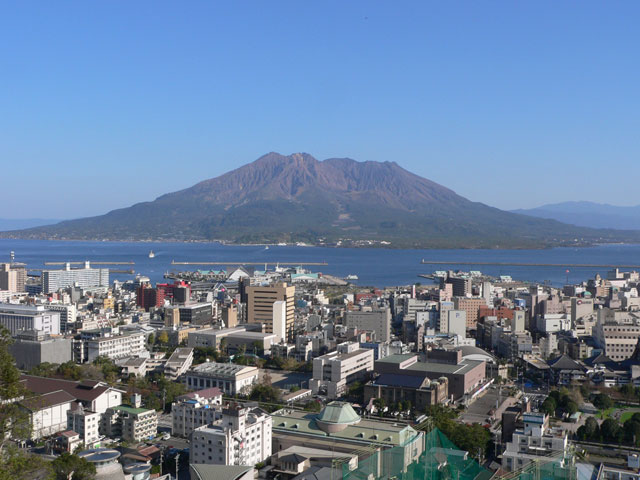
가고시마시에서 바라본 사쿠라지마

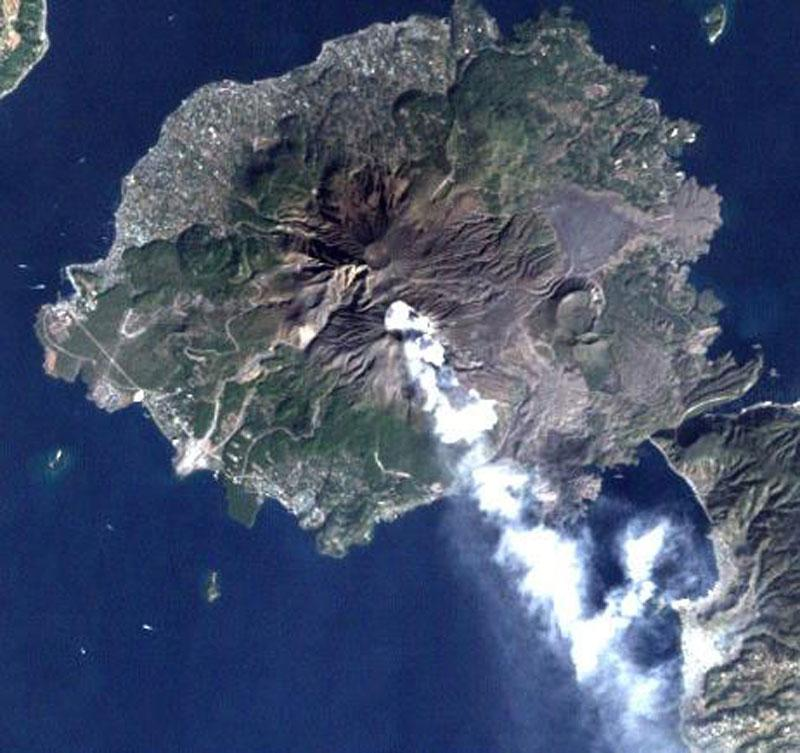
사쿠라지마의 위성 사진

사쿠라지마(일본어: 桜島)은 가고시마현의 가고시마만 내에 있는 동서 약 2킬로미터, 남북 약 10킬로미터, 둘레 약 55킬로미터, 넓이 약 77평방킬로미터의 반도이다. 활화산인 온타케산(일본어: 御岳)의 활동으로 만들어졌으며, 해당 산은 일본에서 가장 활발히 분화하는 활화산이다. 행정구역상으로는 가고시마시에 속한다.
원래는 섬이었으나, 1914년의 대규모 분화(다이쇼 대분화)로 사이의 바다가 메워져 오스미반도와 연결되어 더 이상 섬이 아니다.

## 개요

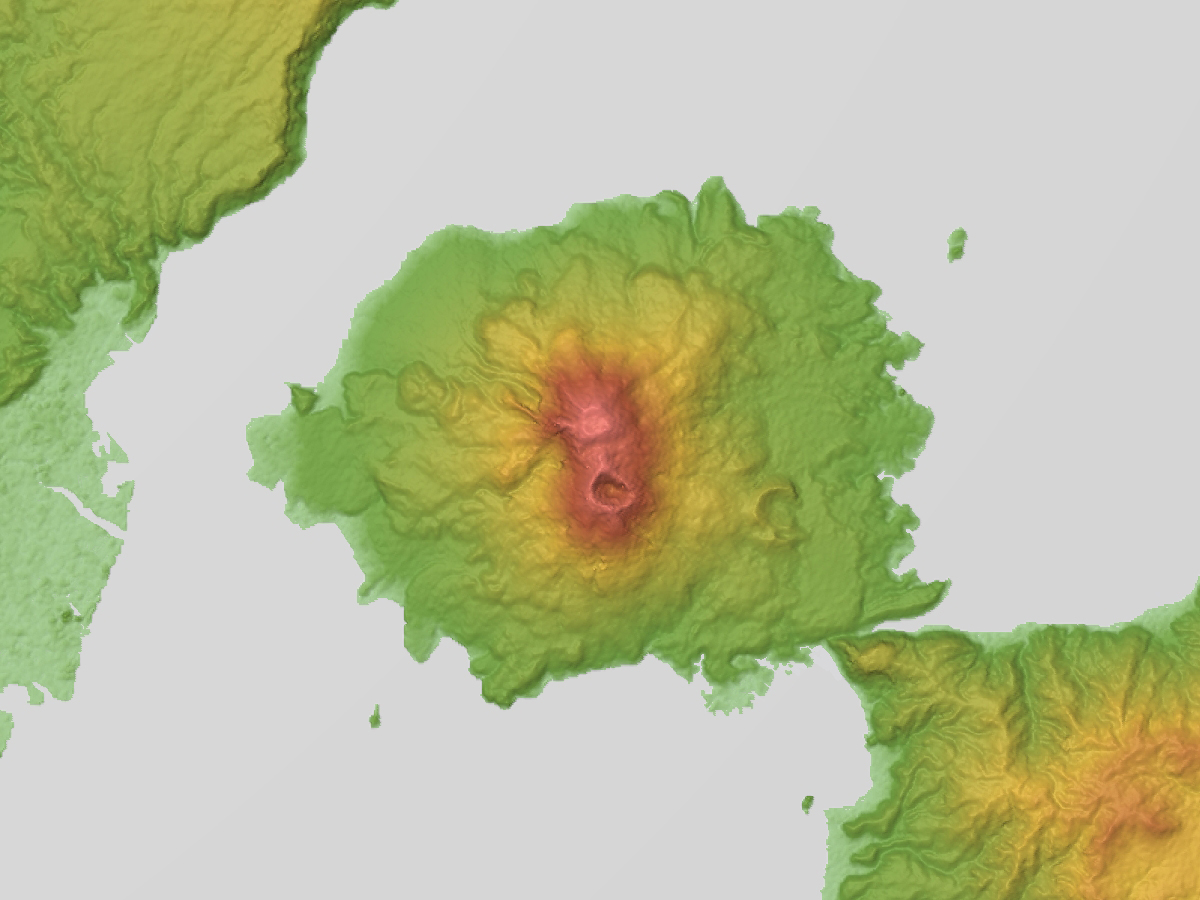
地形図

사쿠라지마 화산은 아이라 칼데라의 남쪽 가장자리 부근에 위치하고 있으며, 이 칼데라의 2.9만 년 전 거대 분화의 3천년 정도 후에 생겼다. 일본의 화산 중에서는 비교적 새로운 화산이다. 사쿠라지마 화산은 유사 이래 빈번히 반복해 왔다.분화 기록도 많아 현재까지도 활발한 활동을 이어가고 있다.바다 속에 우뚝 솟은 그 산세는 특히 이채를 띠고 있어 가고시마의 상징물 중 하나로 여겨져 관광지로도 알려져 있다.2007년 일본의 지질 백선에 선정되었다. 국제화산학 및 지구내부화학협회가 지정하는 방재 10년 화산 중 하나였다.
또한 화산 폭발 예지 연락회를 통해 화산 방재를 위해 감시·관측 체제의 충실화 등이 필요한 화산으로 선정되어 있다.

## 행정구분
1889년에 정촌제가 시행되면서 행정 구역은 니시사쿠라지마 촌, 히가시사쿠라지마 촌으로 분촌하였다. 히가시사쿠라지마촌은 1950년 10월에 가고시마 시에 합병되어 니시사쿠라지마 촌은 후에 사쿠라지마 정으로 개명하지만 2004년(헤이세이 16년) 11월에 마찬가지로 가고시마 시에 합병되어 현재에 이른다. 현재 사쿠라지마는 전역이 가고시마시에 속하며, 사쿠라지마 지구에서는 7,329ha의 구역이 기리시마야쿠 국립공원으로 지정되어 있다.

## 지리

集落と山の地図

사쿠라섬의 대부분을 구성하는 어악은 남북으로 늘어선 북악, 중악, 남악으로 이루어져 산허리에 많은 측화산을 배치한다.이들을 총칭하여 오타케라고 불린다. 산자락이 바다까지 뻗어 있어 평지는 거의 없으나 북서부와 남서부의 해안을 따라 비교적 완만한 사면이 있어 농경지로 이용되고 있다.

## 화산의 분출사
사쿠라지마 서부 요코야마에 있는 성산(요코야마 성터)은 오래 전에 형성된 대지로서 적어도 약 11만 년 전에는 육지로 존재했을 것으로 생각되지만 나머지 대부분은 아이라 화쇄 분화 이후 칼데라 화산 활동에 의해 형성되었다.
약 3만년 전, 현재의 아이라 칼데라를 형성한 오스미 강하 경석과 이리토 화쇄류·아이라 Tn 화산재가 분출한 파국 분화(아이라 화쇄 분화)에 의해서 현재의 가고시마 만의 형태가 완성되었다(오른쪽 위성 사진의 가고시마 만 안쪽, 사쿠라지마보다 윗부분에 상당). 사쿠라지마는 이 칼데라 분화 후에 화산 활동을 시작한 후 칼데라 화산이다.약 2.6만 년 전 아이라 칼데라의 남쪽 가장자리에서 화산 활동이 시작되어 안산암과 데이사이트질의 용암을 유출하면서 성층 화산을 형성해 나갔다.이 활동은 2천 년 정도 계속된 후 정지되었다. 1만 년 가량의 휴지 기간을 두고 약 1.3만 년 전 사쿠라지마-사쓰마 테흐라를 분출한 분화를 시작으로 신규 기타다케 화산이 활동을 시작했다. 이후 프리니식 분화를 반복해 산체가 더욱 성장해 갔다. 약 4500년 전부터 분출원이 남다케와 그 측화산(중다케와 쇼와화구)으로 이행하면서 부르카노식 분화에 의한 화산모래 퇴적, 용암류 형성 외에 간헐적으로 프리니식 분화가 발생하고 있다.

### 사쿠라지마 - 사쓰마 테프라

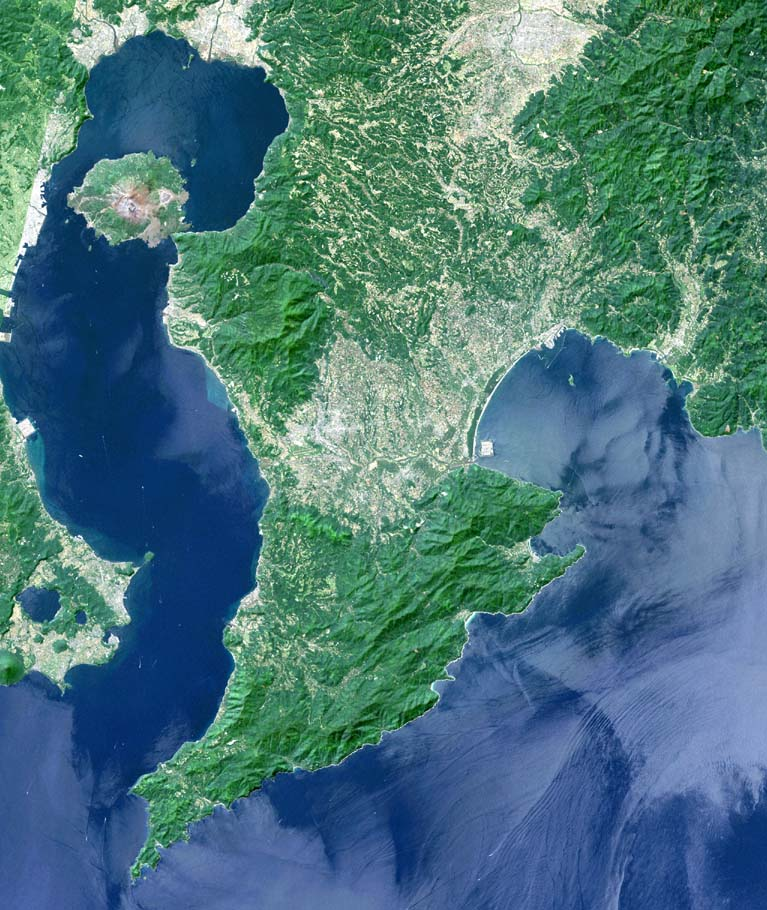
衛星から見た桜島（写真左上部）

약 1.3만 년 전에 발생한 분화에 의해 분출된 테프라로 화쇄물의 총 부피는 11km3(6.6DREkm3)에 달해 2.6만 년 전~현재까지의 사쿠라지마 화산 최대의 활동이었던 것으로 알려져 있다.화산폭발지수(VEI)는 6. 다른 사쿠라지마 화산 기원의 테프라에서 화쇄물 분출량이 2km3를 넘는 이벤트는 없기 때문에 사쿠라지마-사쓰마 테흐라는 다른 테흐라와 비교해 월등히 크다.이 폭발로 인해 사쿠라지마 둘레 10km 이내에서는 베이스 서지가 도달했으며 현재 가고시마( 市島)시 부근에서 2m 이상의 화산재가 쌓였고, 사쓰마 이오지마(摩馬 島島) 등에서도 화산재가 확인되고 있다.

### 유사 이후의 분화

新期南岳の活動における溶岩流。なお図中の灰色は950年頃の太平溶岩、紫色は1200年ごろの中岳噴出時のもの。

30회 이상의 분화가 기록으로 남아 있으며, 특히 문명, 야스나가, 다이쇼의 3회가 큰 분화였다.<사쓰번지리습유집>에서는 708년, <사쓰번명승고>에서는 716년, <신대황제기>에서는 717년, <사쓰번명승고>와 <삼국명승도회>에서는 718년(양로 2년)에 사쿠라지마가 솟아났다는 설이 소개되고 있다.현실적으로는 이 연대에 사쿠라지마( された島)가 형성되었다고 볼 수 없으며, 이들 설은 사쿠라지마 부근에서 일어난 분화 활동을 가리키는 것으로 여겨진다.
764년(덴페이보시 8년)부터 766년에 해저에서 분화가 있었으며, 『속일본기』의 덴페이보시 8년 12월 부분에 '쓰시마'(가고시마)에서의 분화 기술이 남는다.

### 문명 대분화
1468년에 분화했지만 피해 기록은 없다. 그 3년 뒤 1471년 9월 12일 대분화(VEI5)가 일어나 북악 북동쪽 산허리에서 용암(북쪽 문명 용암)이 유출되어 사망자 다수의 기록이 있다. 2년 뒤인 1473년에도 분화가 있었고 이어 1475년(문명 7년) 8월 15일에는 사쿠라지마 남서부에서 분화가 일어나 용암(남쪽 문명 용암)이 유출됐다. 게다가 다음 해인 1476년 9월 12일에는 사쿠라지마 남서부에서 다시 분화가 일어나 사망자 다수를 내고 오키지마와 가라스시마가 형성되었다.
1509년 6월 2일(영정 6년 5월 15일) 복창사 승천우가 남악산 정상에 진화를 기원하는 놋쇠보코를 세웠다. 이 호코는 나중에 비바람에 의해 절손되었기 때문에 1744년 11월 27일(연향 원년 10월 24일)에 구리호코로 재건되었다. 전국시대에 사쿠라지마는 시마즈씨의 영지가 되어 가고시마만을 사이에 두고 대치하고 있던 기즈키씨와의 싸움의 최전선으로 각처에 성채가 구축되고 병사들이 배치되어 있었다.1571년 12월 6일(겐가메 2년 11월 20일)에는 기즈키 씨, 네즈키 씨, 이토 씨의 연합군이 100여 余り의 배로 사쿠라지마 곳곳을 공격했다. 이에 대해 시마즈 이에히사는 요코야마, 와키, 세토 등에 진을 치고 응전하고 있다[14]

### 안에이 대분화
1779년 11월 7일 저녁부터 지진이 빈발했고, 다음 해 11월 8일 아침부터 우물물이 끓어오르거나 해수면이 보라색으로 변색되는 등 이변이 관찰됐다. 정오경에는 남악산 정상 부근에서 흰 연기가 목격되고 있다. 낮에 사쿠라지마 남부에서 대폭발이 시작되었고, 그 직후에 사쿠라지마 북동부에서도 분화가 시작되었다. 저녁에는 남쪽 화구 부근에서 화쇄류가 흘러내렸다. 저녁부터 다음날 아침에 걸쳐 대량의 경석과 화산재를 분출해, 에도와 나가사키에서도 강재가 있었다.
11월 9일(10월 2일)에는 북악 북동부 산허리 및 남악 남쪽 산허리에서 용암 유출이 시작되어 다음 해 11월 10일(10월 3일)에는 해안에 이르렀다(안영용암).이듬해 1780년 8월 6일(야스나가 9년 7월 6일)에는 사쿠라지마 북쪽 동해상에서 해저 분화가 발생했고 이어 1781년 4월 11일(야스나가 10년 3월 18일)에도 거의 같은 장소에서 해저 분화 및 그에 따른 해일이 발생해 피해가 보고됐다.일련의 해저 화산 활동에 의해 사쿠라지마 북쪽 동해 상에 연도, 이오지마, 이노코지마 등 6개의 화산섬이 형성되어 야스나가 제도라는 이름이 붙여졌다.섬들 중 몇 개는 곧 물에 잠기거나 인접한 섬과 결합해 『살번명승지』에는 8번도까지 기록되어 있다고 한다. 사망자는 150명을 넘었지만 가장 큰 연도(현 신도)에는 1800년(간세이 12년)부터 사람이 살게 됐다.
분화 후에 가고시마 만 북부 연안의 해수면이 1.5-1.8m 상승했다는 기록이 있어 분화에 따른 지반의 침강이 일어난 것으로 여겨진다.일련의 화산 활동으로 인한 분출 물량은 용암이 약 1.7㎢, 경석이 약 0.4㎢에 이르렀다.VEI는 4. 사쓰마 번의 보고에 따르면 사망자 153명, 농업 피해는 석고 환산으로 합계 2만 3천 석 이상이 되었다.

### 다이쇼 대분화

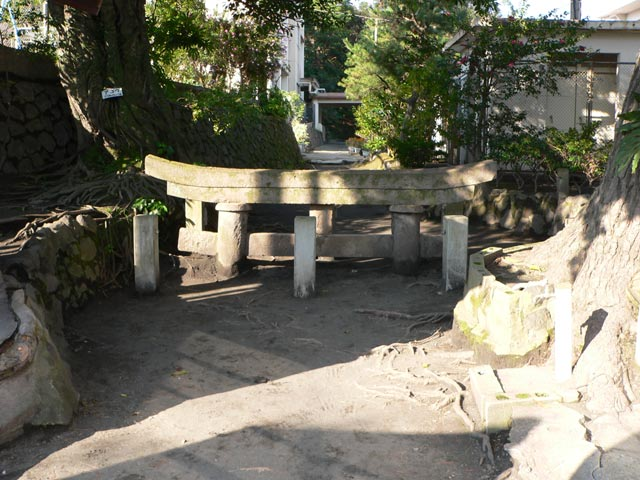
사쿠라지마의 매몰 토리이구로진 취락의 이 토리이는 1914년 분화로 상부를 약간 남겨놓고 분석이나 화산재에 묻혀버렸다(약 2m）

1914년(다이쇼 3년) 1월 12일에 분화가 시작되어, 그 후 약 1개월간 빈번하게 폭발이 반복되어 다량의 용암이 유출되었다. 일련의 분화에 의해 사망자 58명을 냈다.유출된 용암의 부피는 약 1.5km3, 용암으로 덮인 면적은 약 9.2km2, 용암류는 사쿠라지마 서쪽 및 남동쪽 해상으로 뻗어 그동안 해협(거리 최대 400m, 최심부 100m)으로 떨어져 있던 사쿠라지마와 오스미 반도가 육지로 이어졌다.

### 쇼와 분화
다이쇼 대분화가 종식된 후 약 20년간은 온화한 상태가 되어 있었지만, 1935년(쇼와 10년) 9월, 난다케 동쪽 산허리에 새로운 화구가 형성되어 약 1개월간 간헐적으로 분화를 반복하게 되었다. 1939년 10월의 분화에서 냄비산의 위쪽 해발 약 800m에 새로운 분화구가 형성되어 소규모의 열운(화쇄류)이 관찰되고 있다.
1946년(쇼와 21년) 1월부터 폭발이 빈발하기 시작하여 같은 해 3월 9일에 화구에서 용암의 유하가 시작되었다. 다이쇼 대분화와 달리 분화 전후의 독감 지진은 거의 없었다. 3월 11일 밤부터 연속적으로 분화하게 되어, 강 건너의 가지키쵸나 고쿠분정(후의 기리시마시 코쿠분)로부터 불기둥이 관찰되고 있다. 대량의 화산재를 분출해, 우네무라(후의 다루미시 우네)에서는, 3cm의 두께에 내려 쌓였다. 화산재의 영향으로, 동년 5월에 모치키·노지리 지구에서 홍수가 자주 발생하고 있다.
용암류는 냄비산 부근에서 남북으로 분류하고 북쪽은 구로진 지구의 취락을 메우며 4월 5일 해안에 이르렀다. 남쪽은 유촌 지구를 통과하여 5월 21일 해안에 이르렀다. 사망자 1명, 화산 분출물 총량은 약 1억 세제곱미터였다. 이 분화는 같은 해 11월경 종식됐지만 이후에도 산발적으로 분화가 일어나고 있다.

### 1955년-2006년-미나미봉 정상화구 활동기
1954년 12월 말경부터 화산성 지진이 증가하여 1955년 10월에 난가쿠산 정상 화구에서 대량의 분석을 분출하는 폭발과 강렬한 공진을 동반한 분화가 일어나 사망자 1명, 부상자 11명을 냈다. 이후 남악산 정상 부근은 출입이 금지됐다. 이후의 분화는 대부분 봉 화구에서 일어나고 있다. 분화 활동의 재개를 받아 1960년(쇼와 35년)에 사쿠라지마 화산 관측소가 개설되었다. 1967년 8월의 분화에서 화쇄류가 발생하는 등 활발한 분화 활동도 나타났으나 1960년을 기점으로 폭발 횟수는 감소세로 돌아서 1969년경에 수습되었다.
1970년대에 들어서자 다시 분화 활동이 활발해져 1972년 9월 13일부터 시작하여 10월 2일 오후 10시 19분에 남악산 정상에서 다소 큰 폭발 분화가 발생하였다. 분출된 고온의 분석으로 인해 다수의 산불이 발생하였다. 이 분화가 계기가 되어 1973년에 활동화산대책특별조치법이 제정되어 피난시설의 정비, 농림어업피해에 대한 보조, 강재제거사업, 토석류대책의 사방공사, 화산관측과 연구 등의 대책이 강화되게 되었다. 1973년 이후 연간 수십 회에서 수백 회 정도의 폭발을 반복해 일상적으로 강재가 이어졌다. 낮에도 어둑어둑해질 때도 있었다. 1974년 5월, 1976년 11월, 1979년 11월의 분화에서는 화쇄류가 발생했다. 1974년 6월 17일에는 제1고리천 사방 공사 현장에서 강우로 인해 흘러나온 화산재로 인해 토석류가 발생하여 인부 2명이 사망하고 1명이 실종되었다. 같은 해 8월 9일에도 노지리 강 사방 공사 현장에서 토석류가 발생하여 인부와 그 가족을 포함하여 5명이 사망하였다.
1985년(쇼와 60년) 연간 474회의 폭발을 관측하였고, 폭발에 따른 공진은 후쿠오카현 이이즈카시에서도 관측됐다. 화산재의 연간 강회량은 가고시마 지방 기상대로 1㎡당 약 16kg에 달했다. 사쿠라지마 섬 내에서는 공진에 의한 주택의 유리창 파손이나 분석에 의한 자동차의 유리창 파손이 다발했고, 가고시마 만을 낀 강 건너 가고시마 시가지에서도 강회로 인해 다양한 피해가 발생했다. 송전선 지지대의 절연 불량에 의한 정전, 도로에서는 내린 화산재에 의한 미끄러짐 사고, 철도에서는 가선의 장애나 선로의 포인트 고장으로 인한 열차 지연이나 운휴, 건널목 오동작으로 인한 교통사고, 항공기에서는 조종실의 유리창에 흠집이 나는 피해도 보고되었다. 동년의 화산재로 인한 농작물의 피해는 약 72억엔에 이르렀다. 이듬해인 1986년(쇼와 61년) 11월 23일에는 사쿠라지마 고리 지구의 「고향 관광 호텔」에 직경 약 2m, 중량 약 5톤의 분석이 낙하해 건물의 지붕과 바닥을 뚫고 투숙객과 종업원 합계 6명이 부상하는 최대급의 화산재해도 발생했다. 1990년대에 들어서면서 폭발 횟수는 감소 경향을 보여 2003년부터 2006년까지의 폭발 횟수는 연간 십수회 정도로 감소했다.

### 2006년 이후 - 쇼와화구 활동기
2006년 6월 4일에 쇼와 분화의 화구터 부근에서 소규모 분화가 발생하였고, 이후 쇼와 화구가 중심이 되어 폭발 횟수가 다시 증가세로 전환되었다. 2009년 이후의 활동 활성화 추세는 특히 두드러져 관측소에서 폭발적 분화로 기록된 분화는 2009년 548회, 2010년 896회, 2011년 996회, 2012년 885회로 지금까지 관측된 기록의 상위 4위까지를 차지하는 형태를 보이고 있다. 또한 2012년 1월에는 월초래 분화 횟수로 2011년 9월에 기록한 월간 최다 기록 141회를 불과 22일 만에 경신하여 최종적으로는 172회의 기록을 남겼다. 그리고, 그 4개월 후인 동2012년 5월에 1955년의 관측 개시 이후, 최고 속도로 연간 기록 500회를 기록하고 있다. 지난 2006년부터 2012년 사이에 기존 기록을 크게 웃도는 폭발적 분화의 영향으로 쇼와 화구의 크기가 2006년 11월 시점보다 약 2.5배 크기로 확대되었다.
2010년에는, 1914년의 다이쇼 대분화로 내린 지반 1.5m 가운데 90%가 회복했다고 여겨졌다. 이는 사쿠라지마 바로 북쪽의 가고시마만 지하 약 10km에 있는 것으로 여겨지는 마그마 고리에서 매년 0.01km3의 공급이 있기 때문이라고 생각되고 있어 만일 분화 페이즈가 용암류의 유출을 수반하는 것으로 이행할 경우 다이쇼 분화 시에 분출한 용암량과 같은 정도의 분출이 발생할 가능성이 우려되었다. 2020년에는 다이쇼 분화 이전의 레벨까지 회복한다는 연구가 2013년에 발표되었다.
2011년 12월 2일 18시 51분에 1955년 관측 개시부터 폭발적 분화 횟수가 통산 1만 회를 기록하였다. 19분 뒤에는 1만 1차 분화를 일으켰다.
2013년 8월 18일 16시 31분 쇼와 화구에서 폭발적인 분화가 발생. 분화의 높이는 2006년부터의 쇼와 화구의 활동이 재개된 이래 가장 높은 5000m까지 이르렀다. 또한 이 분화에 따라 규슈 전역에 전파되는 주기 5초 이상의 장주기 지진파가 기반적 지진 관측망(Hi-net, F-net)에서 관측되었다. 화쇄류도 약 1km에 걸쳐 관측되었다. 또한 같은 해 9월에도 상공 4000m에 달하는 분화를 동반한 분화가 일어났으며, 다음 10월의 화산 분화 예지 연락회에서는 홋카이도 대학에 의해 화도 각력이 확인된 것이 보고되어 화도가 확대되고 있을 가능성도 지적되고 있다.
2015년 8월 15일 오전 7시경부터 사쿠라지마 남다케 직하 약 2.5㎞ 부근을 진앙으로 하는 화산성 지진이 급증함과 동시에 쇼와 화구 부근을 중심으로 동서로 5~10㎝ 상대적으로 떨어지는 지각 변동이 관측되었다. 이 관측 결과 기상청은 이날 오전 10시 15분 사쿠라지마의 분화 경계 수준을 4로 끌어올렸다. 이 행사는 마그마 관입에 의한 구형 개구 단층의 활동으로 추정되고 있으며[48] 마그마가 화도에 도달하지 않았기 때문에 분화에는 이르지 못한 것으로 여겨진다.
2020년 6월 4일 오전 2시 59분에 남악산 정상 화구에서 일어난 분화에서는 1955년 10월의 관측 개시 이후 최고 고도의 화구로부터 7850-9570m의 분연을 관측했다. 이 분화에서는 화구로부터 남남서로 3km 지점에서 화산탄에 의한 직경 6m, 깊이 2m의 크레이터가 형성되어 있어 분화 경계 레벨 5 상당한 이벤트였음이 지적되고 있다.
2022년 7월 24일 20시 05분에 남악산 정상 화구에서 폭발적인 분화가 발생해 분석이 화구에서 2.5km 부근까지 비산했다. 이에 따라 기상청은 이날 20시 50분에 분화 경계 수준을 종전 레벨 3에서 가장 높은 레벨 5인 대피로 높이고 최대한의 경계를 당부했다. 사쿠라지마에 분화 경계 레벨 5가 발령되는 것은 처음이며, 국내에서의 분화 경계 레벨 5 발령은 2015년에 발생한 구치나가라베 섬의 분화 이후 처음이다. 사쿠라지마에서는 동년 7월 18일경부터, 산체의 팽창을 나타내는 지각 변동이 관측되고 있어 경계가 호소되고 있었다. 일본정부는 관저 대책실을 마련했다.
- 2014년 12월 8일 13시 44분 (JST)쇼와화구 분화의 연속 사진 (아리무라 용암 전망소에서 촬영)

## 산업과 생활

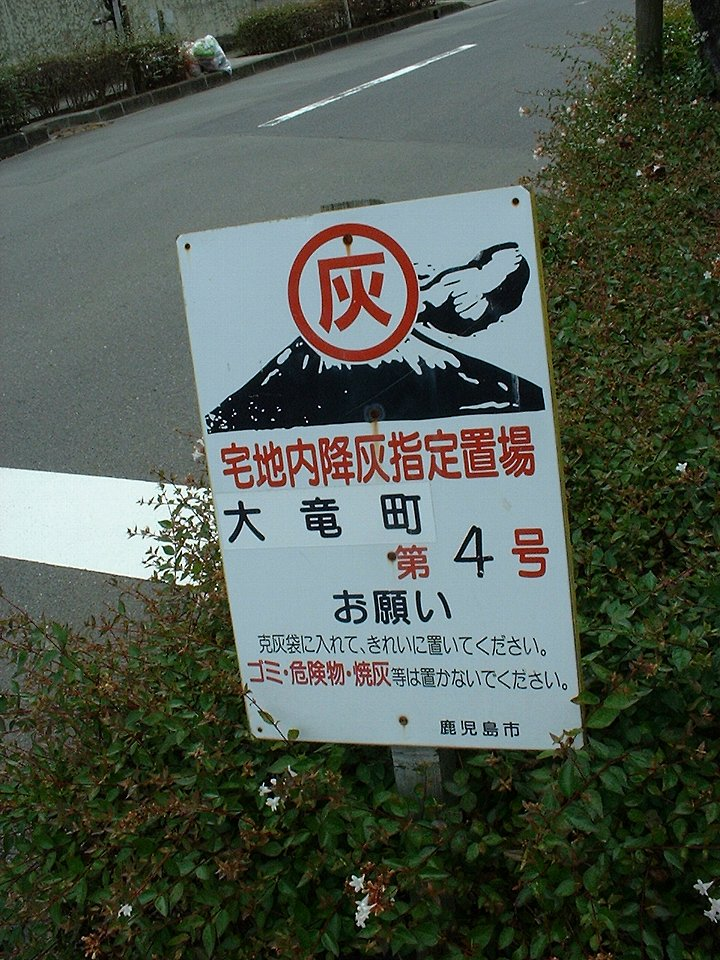
鹿児島市内の降灰置場

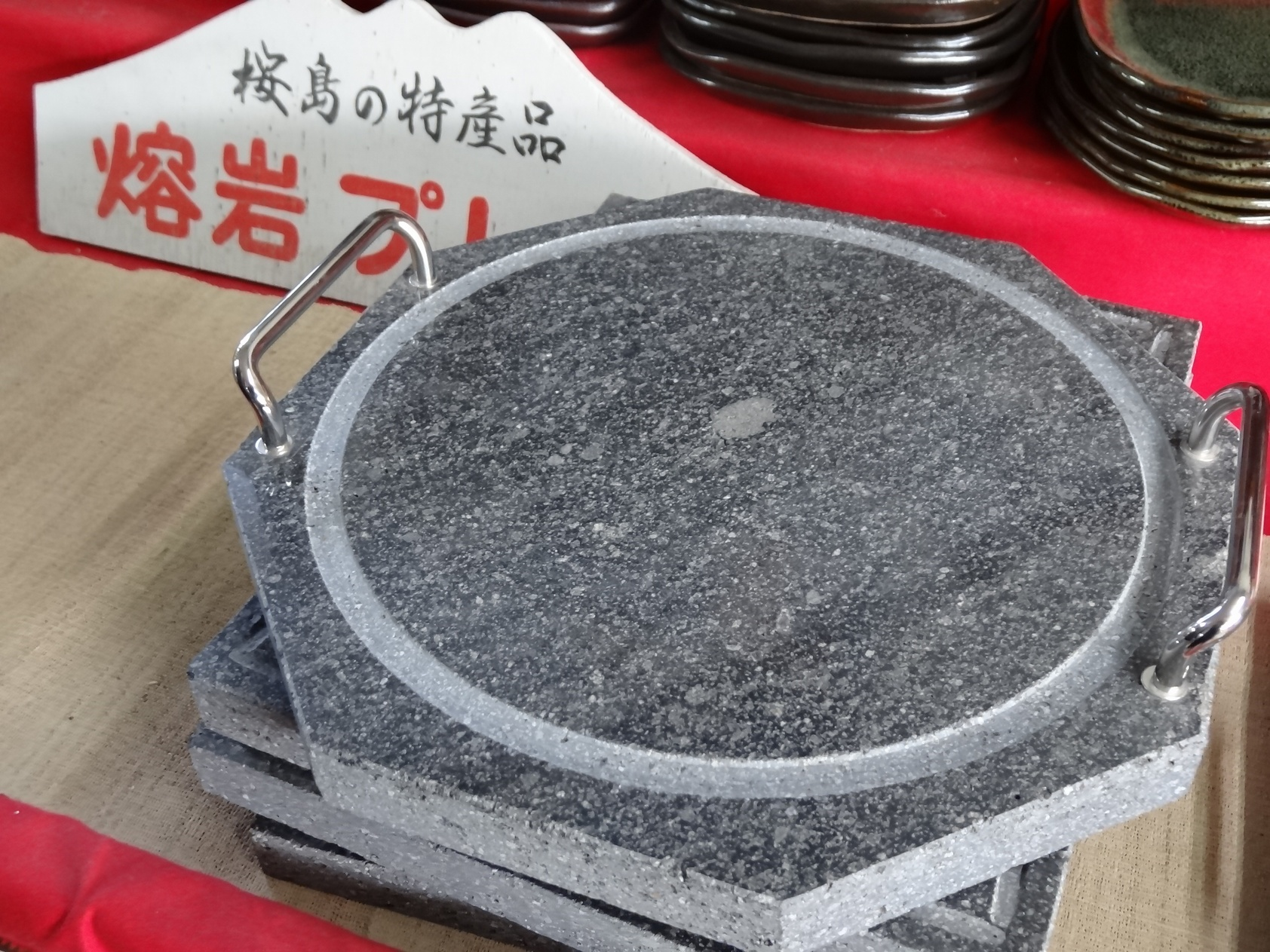
溶岩プレート

전 섬이 화산 분출물로 구성되어 있기 때문에 생육에 적합한 농작물은 한정되어 있다.특산품으로는 투구를 크게 한 것 같은 세계에서 가장 큰 무 '사쿠라지마 무'와 세계에서 가장 작은 귤 '사쿠라지마 작은 귤', 그리고 비와가 유명하다.
기념품으로는 사쿠라지마 용암을 이용한 불고기판이 판매되고 있다. 또한 작은 병에 담은 화산재가 판매되고 있다.
바람에 의해 화산재가 운반되기 때문에 인근 주민에게 풍향 정보는 중요하며 1983년(쇼와 58년) 9월 1일부터 전화에 의한 일기예보(1777)에서 사쿠라지마 상공의 풍향에 관한 정보 제공이 시작되었다. 그 후, 가고시마현내의 텔레비전·라디오 방송의 일기 예보에서도, 사쿠라지마 상공의 풍향의 정보가 방송되게 되었다.
가고시마시에서는 시가지를 중심으로 많은 학교의 수영장에는 강재 시에도 사용할 수 있도록 커튼 형태의 가동식 지붕이 설치되어 있다(좋은 날씨에는 지붕을 열어 사용). 다만 한동안 강재가 소강상태였던 점과 노후화되면서 철거된 학교도 있다.수영장 바닥에 쌓인 재를 제거하기 위한 스위퍼도 있었다.수영장 안에 가라앉히면 자동으로 움직여 재를 제거했다.또 교사에는 강회 시에도 사내 환기가 가능하도록 복도 쪽 창에 필터가 부착돼 있고 교실 내 환풍기에는 실외쪽에 강회 역류를 방지하는 커버가 달려 있다.
오스미 반도 등 강회량이 많은 지역에는 홈통이 없는 가옥이 산견된다. 재가 빗물통에 막혀 빗물을 흡수해 굳으면 용변을 보지 못하기 때문에 아예 설치하지 않았다.
강회 시에는 안개 속처럼 돼 시야가 수십m가 될 수 있어 자동차의 경우 라이트가 필수다.또 화산재가 앞유리에 부착되지만 와이퍼를 작동시키는 속도를 고려하지 않으면 유리에 흠집이 날 수 있다. 또 특히 강우 시 강재 시에는 빨리, 경우에 따라 윈드워셔 병용으로 움직이지 않으면 위험할 수 있다.무덤에도 재떨이 지붕이 달린 것이 있다.
일정 이상의 강재가 확인되면 관공서에서 가정에 극회 봉투가 배포된다.가정에서는 강재를 극회 봉투에 넣어 강회 지정 거치장에 두면 관공서가 회수한다[60]. 청소 등으로 모아진 화산재를 폐기할 경우 전용 봉투에 넣어 지정 장소에 두어야 한다(아래 사진 참조).